# Словарный запас
Слова́рный запа́с, лексико́н — набор слов, которыми владеет человек.

## Классификация
Различают два вида словарного запаса: активный и пассивный.
Активный словарный запас включает слова, которые человек использует в устной речи и письме.
Пассивный словарный запас включает в себя слова, которые человек узнаёт при чтении или на слух, но не использует их сам в устной речи и письме. Пассивный словарный запас обычно больше активного в несколько раз.

## Словарный запас человека

### Русский язык
В русском литературном языке около 50 тысяч корней и десятки тысяч производных от них слов. «Толковый словарь живого великорусского языка» В. И. Даля насчитывает около 200 тысяч слов. Наиболее употребительными словами, согласно «Частотному словарю русского языка» под редакцией Л. Н. Засориной, являются около 30 тысяч слов, а наибольшую частоту имеют чуть более 6 тысяч слов, покрывающих более 90 % обработанных при составлении этого словаря текстов.
По данным исследования Головина Г. В., пассивный словарный запас у тех, кто получил среднее или среднее специальное образование, составляет в среднем 75 тыс. слов, имеющие высшее или незаконченное высшее образование знают в среднем 81 тыс. слов, кандидаты и доктора наук — 86 тыс. слов.

### Английский язык
По мнению составителей словарей Webster (Third International Dictionary) и Oxford English Dictionary (Second Edition, 1993), английский язык насчитывает 470 тыс. слов.
Но некоторые исследователи утверждают, что при подсчёте английских слов необходимо учитывать все неологизмы, включая слова из интернет-блогов и других неофициальных ресурсов, а также слова, употребляемые только в разновидностях английского языка, к примеру, в Китае и Японии.

### Японский язык
Последнее издание крупнейшего словаря японского языка — Большого словаря японского языка — содержит 500 тыс. слов, включая редкие и архаичные формы. Министерство образования, культуры, спорта, науки и технологий издает список Дзёё кандзи — список иероглифов, рекомендованный для повседневного использования. На данный момент список состоит из 2136 иероглифов, из которых 1026 изучается в начальной школе, а 1110 — в средней.